# Эрнандес Хирон, Франсиско
Франсиско Эрнандес Хирон (? — 7 декабря 1554, Лима, Вице-королевство Перу) — испанский конкистадор.

## Биография
Родился в Испании в г. Касерес (Эстремадура).
Прибыл в Перу в 1535 году вместе с будущим первым вице-королём Вице-королевства Перу Бласко Нуньес Велой. Франсиско Эрнандес Хирон принимал участие в большинстве скандальных гражданских беспорядков в Перу с момента прибытия в Новый Свет.
Во время разгоревшейся борьбы за власть и конфликта по поводу распределения полномочий, переросших в ряд военных столкновений между братьями Франсиско Писарро, Гонсало и Хуаном Писарро и сторонниками конкистадора аделантадо Диего де Альмагро в 1537 году он не поддержал ни одну из противоборствующих сторон. Альмагро был казнён в 1538 году, а губернатор Перу Франсиско Писарро был убит сыном Альмагро в 1541 году.
В борьбе, последовавшей за тем, как только следующий губернатор Перу Кристобаль Вака де Кастро победил альмагристов в Чупасе, а затем был заключён в тюрьму Бласко Нуньес Вела, временным королевским наместником стал Франсиско Эрнандес Хирон, сторонник последнего.
Принял участие в сражении у Аньякито близ Кито против Гонсало Писарро. В следующей победной битве у Jaquijahuana выступал на стороне королевских сил под руководством второго вице-короля Перу Педро де ла Гаска.
Франсиско Эрнандес Хирон, ненавидевший новые законы, провозглашенные Мельчором Браво де Саравиа, 13 ноября 1553 года возглавил восстание креолов, протестуя против их введения. Восстал в Куско, и его поддержали в Гуаманге, Арекипе и Кондесуйо.
Однако, был стремительно окружён правительственными силами, побеждён и взят в плен. Он стал жертвой расчетливых предательств, точно так же, как Гонсало Писарро, Франсиско Карвахаль и Себастьян де Кастилья. Франсиско Эрнандеса Хирона покинули сторонники и друзья, а люди короля казнили его за непокорство и в назидание.
7 декабря 1554 года его удавили гарротой, растянули на дыбе и четвертовали на главной площади Лимы. Его жена, Менсия де Альмарис, вместе со своей матерью, основала монастырь Инкарнасьон в Лиме и стала его первой настоятельницей.
Капитан Франсиско Эрнандес Хирон во время пребывания в Южной Америке в 1535-1536 г. назвал своим именем город Хирон (ныне в одноименном кантоне провинции Асуай в Эквадоре).